# Tradipitant
Tradipitant ist ein in der klinischen Entwicklung befindlicher potenzieller Arzneistoff. Er wurde von dem US-amerikanischen Pharmaunternehmen Eli Lilly and Company zunächst für die Suchtbehandlung beim Alkoholentzug klinisch geprüft. 2012 erwarb das Unternehmen Vanda Pharmaceuticals Inc. von Eli Lilly die Lizenz zur Entwicklung in weiteren Anwendungsgebieten wie etwa der Linderung von chronischem Juckreiz (Pruritus).

## Wirkmechanismus
Menschen, die an Alkoholsucht leiden, haben erhöhte stressinduzierende Neurotransmitter. Tradipitant hemmt die stressinduzierende Wirkung von Substanz P im Zentralnervensystem (ZNS) durch Blockade des Neurokinin-1-Rezeptors.
Bei einer täglichen Dosis von 50 mg blockiert Tradipitant über 90 % der Neurokinin-1-Rezeptoren im ZNS.